# Estació d'Albal
Albal és una estació ferroviària que dona servici al municipi homònim, a la província de València. L'estació dona servici a les línies C-1 i C-2 del nucli de Rodalia de València. Se situa al Carrer Núm. 9 al costat del polígon industrial del municipi i a 600 metres del nucli urbà.
En l'actualitat les obres han finalitzat. Fon greument afectada a conseqüència de les inundacions esdevingudes a la província de València i si bé, en un inici s'esperava la seua obertura a la fi de gener de 2025, finalment es va endarrerir fins al 11 de febrer.

## Situació ferroviària
L'estació està situada en el p.k. 104,1 de la línia d'ample ibèric La Encina-València entre les estacions de Catarroja i Silla a una altitud de 6 metres sobre el nivell de la mar. Per via fèrria, es troba a escassos 800 metres de l'estació de Catarroja.

## Servicis ferroviaris

### Rodalia
Els trens de les línies C-1 i C-2 de Rodalia València tenen parada en l'estació. Ho faran a raó d'1 a 3 trens per hora segons la franja horària.
| procedència/destino | < estació | Línia | estació > | destinació/procedència           |
| ------------------- | --------- | ----- | --------- | -------------------------------- |
| València-Nord       | Catarroja | C-1   | Silla     | Gandia / Platja i Grau de Gandia |
| València-Nord       | Catarroja | C-2   | Silla     | Moixent / L'Alcúdia de Crespins  |

## Altres servicis
L'estació compta amb un aparcament dissuasiu de més de 70 places i servici de la línia 186 de Metrobús, que la connecta amb el nucli urbà d'Albal, Catarroja, Massanassa, Benetússer, Picanya, Paiporta i Torrent.